# 위상차현미경

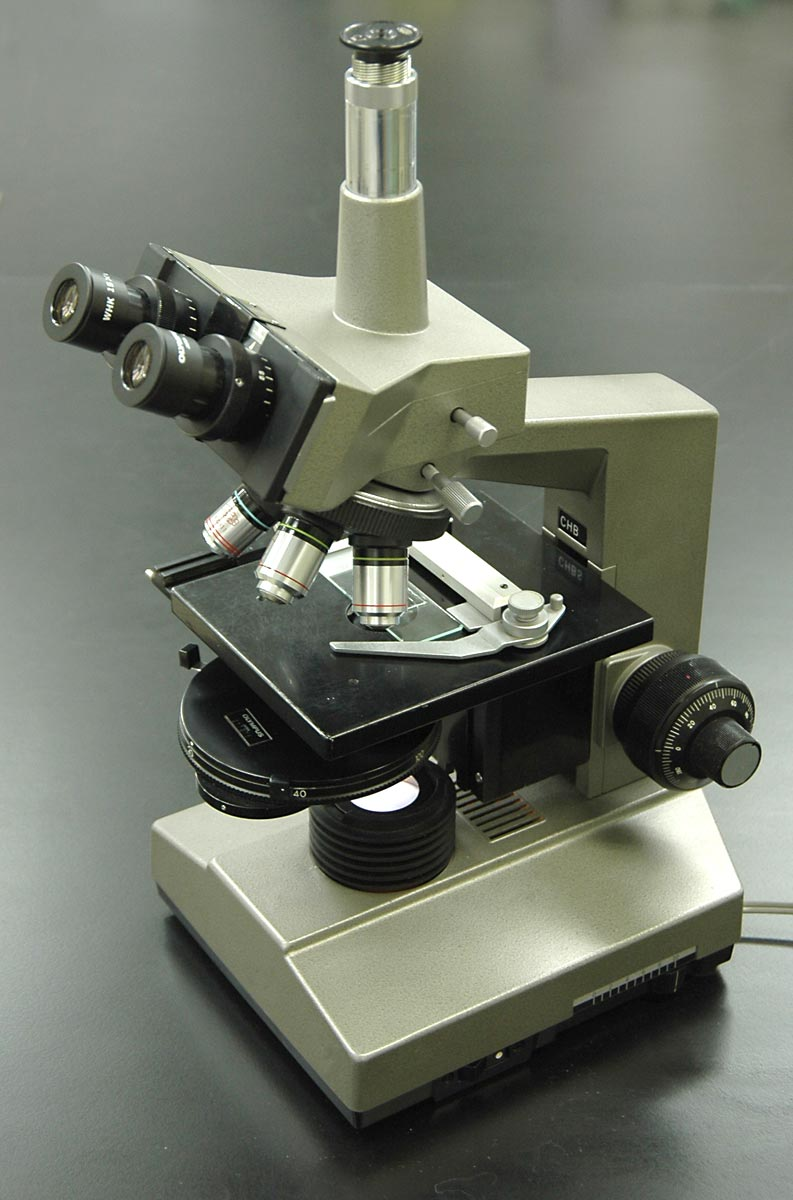

위상차현미경(位相差顯微鏡, Phase-contrast microscopy)은 물체가 큼에도 불구하고 명암이 없어 보이지 않는 것을 보고자 하는 현미경을 말한다. 네덜란드의 제르니케가 1935년에 고안하였다. 살아 있는 세포는 보통 무색 투명에 가깝기 때문에 내부 구조의 식별이 곤란하다. 그래서 광학 현미경의 집광기를 빼고 그 대신 위상판이 든 대물 렌즈와 집광기를 부착하여 관찰하면 살아 있는 세포내의 구조를 알 수 있다. 위상판은 그곳을 통과하는 직접광이나 회절광의 한쪽 파장을 빗나가게 하여 직접광을 적당히 흡수하고, 물체의 광학적 두께(물체의 굴절률과 두께의 제곱)의 차를 명암의 차로 바꾼다. 이리하여 위상차 현미경은 생세포 연구에 불가결한 것이 되었다.